# Hendrik Bäßler Verlag
Der Hendrik Bäßler Verlag (Eigenschreibweise: hendrik Bäßler verlag) ist ein deutscher Buchverlag mit Sitz in Berlin.
Der 1994 von Hendrik Bäßler gegründete und seither geführte Verlag sieht seinen Schwerpunkt bei Geschichts- und Reisebüchern zu Berlin und Brandenburg und Büchern zum Denkmalschutz. Hierbei arbeitet er mit Einrichtungen wie ICOMOS, dem Filmmuseum Potsdam und der Vereinigung der Landesdenkmalpfleger zusammen.
Zu den veröffentlichten Autoren zählen u. a. Horst Pillau, Bernhard von Barsewisch, Roland Beier, Jan-Michael Feustel und Gerd Heinrich.